# 大人物 (電視角色)
大人物（英語：Mr. Big）是美國HBO電視影集《慾望城市》裡的一個虛構角色，由克里斯·諾斯飾演。他在影集裡的真名一直到了最後一集才曝光，叫做約翰，全名約翰·詹姆士·普雷斯頓（John James Preston）是到了續集電影才得知。
同名小說的出版社指出，大人物的角色是依據《GQ》和《Talk》雜誌的前出版製作人隆·加洛提（Ron Galotti）創造的。布希奈兒在2004年向《紐約雜誌》（New York Magazine）提及：「他是紐約最有顯著性格的男人之一，當他走進屋子裡，你就能馬上注意到他。我叫他大人物是因為他就像校園裡的有名的人物。」

## 角色概要
大人物在《慾望城市》第一集就出現了，是一個富有卻神秘的男人，在曼哈頓街上偶遇凱莉。其大人物的暱稱指的是他的地位身分，是「下一個唐納德·川普」和「企業大亨」，不該是凱莉生活圈裡的人物。之後，凱莉和莎曼珊在一家夜總會遇到大人物，莎曼珊試著引誘大人物上勾，但他有禮貌地回決了。在前幾季裡，他和凱莉經常不經意的遇見，凱莉後來提議他們倆應該「故意的」見面，大人物同意了，兩人便展開他們分分合合的感情關係。
凱莉最終愛上了大人物，但是大人物對於給予承諾和親密關係持有恐懼，感情上總是捉摸不著，無法滿足她感情的需求，然而，她仍不斷地回到大人物的身邊。他們在兩年內共分手兩次，直到大人物娶了交往只有五個月的娜塔莎（Natasha；一位26歲的社交名媛兼Ralph Lauren VP），這使得凱莉的自尊受到嚴重的負面影響。
大人物的婚姻持續了7個多月後，他開始與凱莉展開婚外情，由於凱莉當時和男友艾登（Aidan）有婚約，感到相當地罪惡，但仍持續和大人物見面。之後某日，娜塔莎發現凱莉匆忙地離開他和大人物的公寓，在追著凱莉時，卻意外地跌倒撞斷牙齒，凱莉還送她去了急診室。此事件之後，凱莉和大人物的關係結束了，大人物也和娜塔莎離婚了。
大人物和凱莉最後成了好友，他搬到了加州納帕谷（Napa Valley），兩人能互相談訴各自的感情生活，但他們的性關係總是跨越好友的界線，而他們的友情也不是純粹是柏拉圖式戀愛。
之後大人物斷斷續續的出現在凱莉的生活中，他們有很長一段時間維持著電話性愛(Phone Sex)的關係，直到凱莉交往開始交往了一個作家柏格(Berger)之後才中斷，大人物時常關心凱莉的感情生活，並一直保持著戲謔而曖昧的態度。
凱莉和柏格分手後，大人物因為心臟手術回到紐約，凱莉在得知他的病情時痛哭失聲，並到飯店照顧術後的大人物，大人物在病榻中對凱莉吐露情意，使凱莉大受感動，但隔日一早，他又回復了以往拒人於千里之外的模樣，凱莉終於醒悟。
在凱莉和俄國藝術家亞歷山大·佩特洛夫斯基（Aleksandr Petrovsky）相戀，並決定伴隨他搬到巴黎生活時，大人物終於意識到他深愛著凱莉，但為時已晚，他到凱莉家樓下等候，兩人大吵一架，隔日凱莉飛往巴黎。
大人物在凱莉公寓電話答錄機裡的真情流露的被前來公寓整理的夏綠蒂聽到，大人物和三人表達自己這次的認真，米蘭達鼓勵他前往巴黎追回凱莉。
大人物到巴黎，遇見了剛和男友分手的凱莉，將凱莉帶回了紐約，電視劇的結尾，大人物從納帕搬回紐約。

## 外部連結
- 互联网电影数据库上大人物的资料